# Setembro (álbum de Mahmundi)
Setembro é o segundo trabalho da cantora carioca Mahmundi, lançado pelo selo Abtjour Records em 2013 no formato digital.

## Faixas
1. "Vem" {Selah} - 03:54 (Lucas Paiva, Marcela Vale e Roberto Barrucho)
2. "Prelúdio" - 03:21 (Marcela Vale e Roberto Barrucho)
3. "Quase sem Querer" - 04:00 (Lucas Paiva, Marcela Vale e Roberto Barrucho)
4. "Arpoador" - 04:12 (Marcela Vale e Roberto Barrucho)
5. "Setembro" - 04:20 (Marcela Vale e Roberto Barrucho)
6. "Leve" - 05:13 (Marcela Vale)